# Jorge Sobrevila

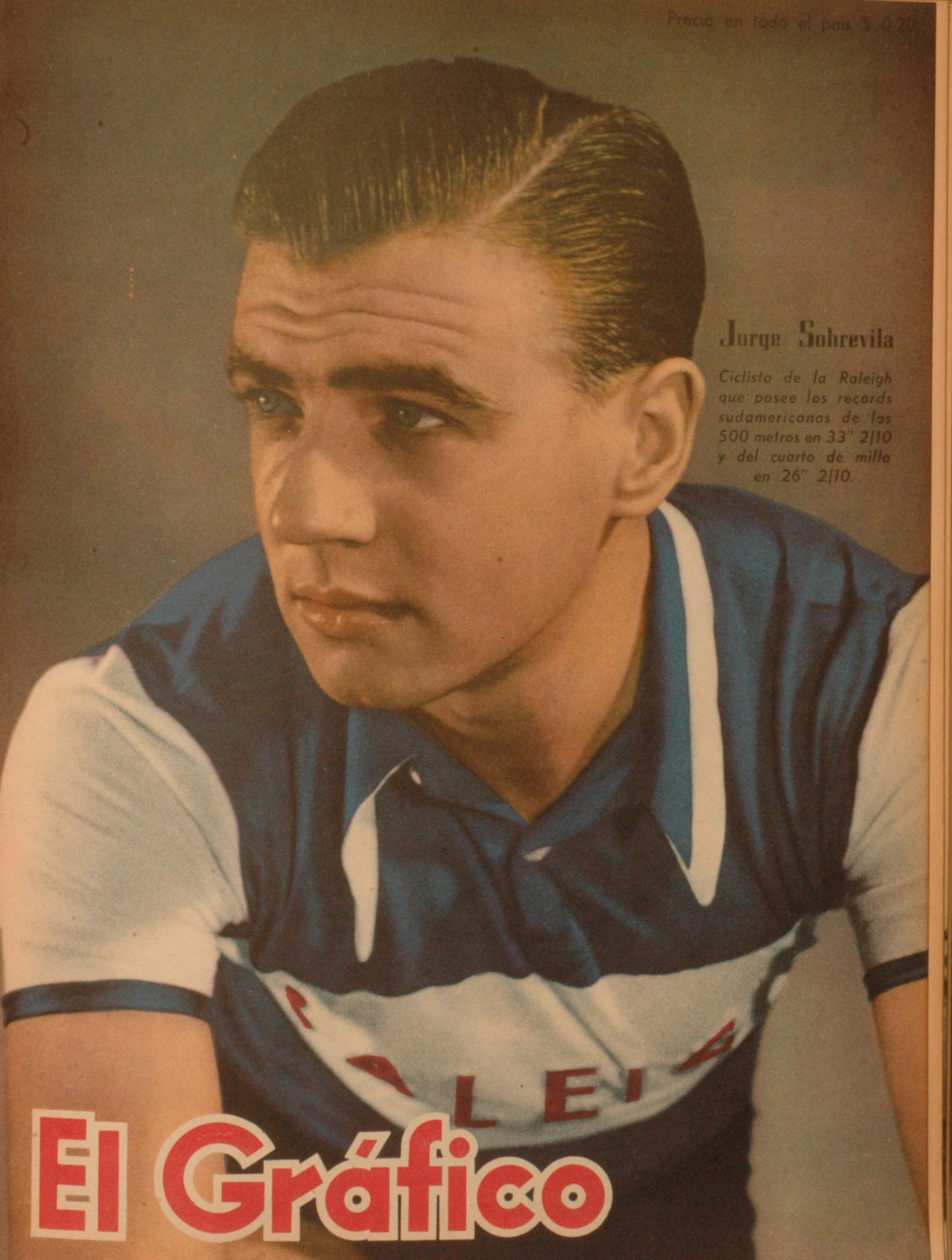
Jorge Sobrevila (1944)

Jorge Sobrevila (* 26. Februar 1920; † unbekannt) war ein argentinischer Radrennfahrer.

## Sportliche Laufbahn
Sobrevila war im Bahnradsport aktiv und Teilnehmer der Olympischen Sommerspiele 1948 in London. Dort startete er im Zeitfahren und kam beim Sieg von Jacques Dupont auf den 13. Platz.
Bei den Panamerikanischen Spielen 1951 gewann er die Bronzemedaille im 1000-Meter-Zeitfahren.